# Rudolf Radecke

Das Grab von Rudolf Radecke in Berlin-Kreuzberg

Rudolf Radecke (* 6. September 1829 in Dittmannsdorf bei Waldenburg (Schlesien); † 15. April 1893 in Berlin) war ein deutscher Komponist, Chorleiter und Musikpädagoge.

## Leben
Rudolf Radecke studierte von 1850 bis 1851 am Königlichen Institut für Kirchenmusik in Breslau und anschließend bis 1853 am Leipziger Konservatorium. Er lebte ab 1859 in Berlin und war dort 1864 bis 1871 Lehrer am Stern’schen Konservatorium. Von 1864 bis 1868 war Radecke Dirigent des Cäcilienvereins sowie ab 1869 Inhaber eines eigenen Musikinstitutes und Dirigent des Radecke'schen Gesangvereins.
Sein jüngerer Bruder Robert Radecke (1830–1911) war ebenfalls Dirigent und Musiker in Berlin.
Rudolf Radecke starb 1893 im Alter von 63 Jahren in Berlin. Beigesetzt wurde er auf dem Friedhof III der Jerusalems- und Neuen Kirche vor dem Halleschen Tor. Als Grabstein dienen aufeinandergetürmte Felsbrocken.

## Werke
Radecke veröffentlichte Lieder, Klavier- und Chorwerke. 

## Schüler
- Gustav Erlemann